# Hephthaliten
Die Hephthaliten waren ein spätantiker Stammesverband mit unklarem, womöglich überwiegend indogermanischem Ursprung, der um die Mitte des 5. Jahrhunderts ein Reich in Zentralasien begründete, das bis etwa 560 bestand. Als Alternativbezeichnungen sind aus dem Chinesischen „Yèdá“, aus dem Mittelpersischen „Heftal“ und aus dem Arabischen „Haital“ (andere Namensformen: Hayātela bzw. Hayātila) bekannt. In spätantiken griechischen Quellen ist meist von Ephthalitai, seltener Hephthalitai, die Rede.

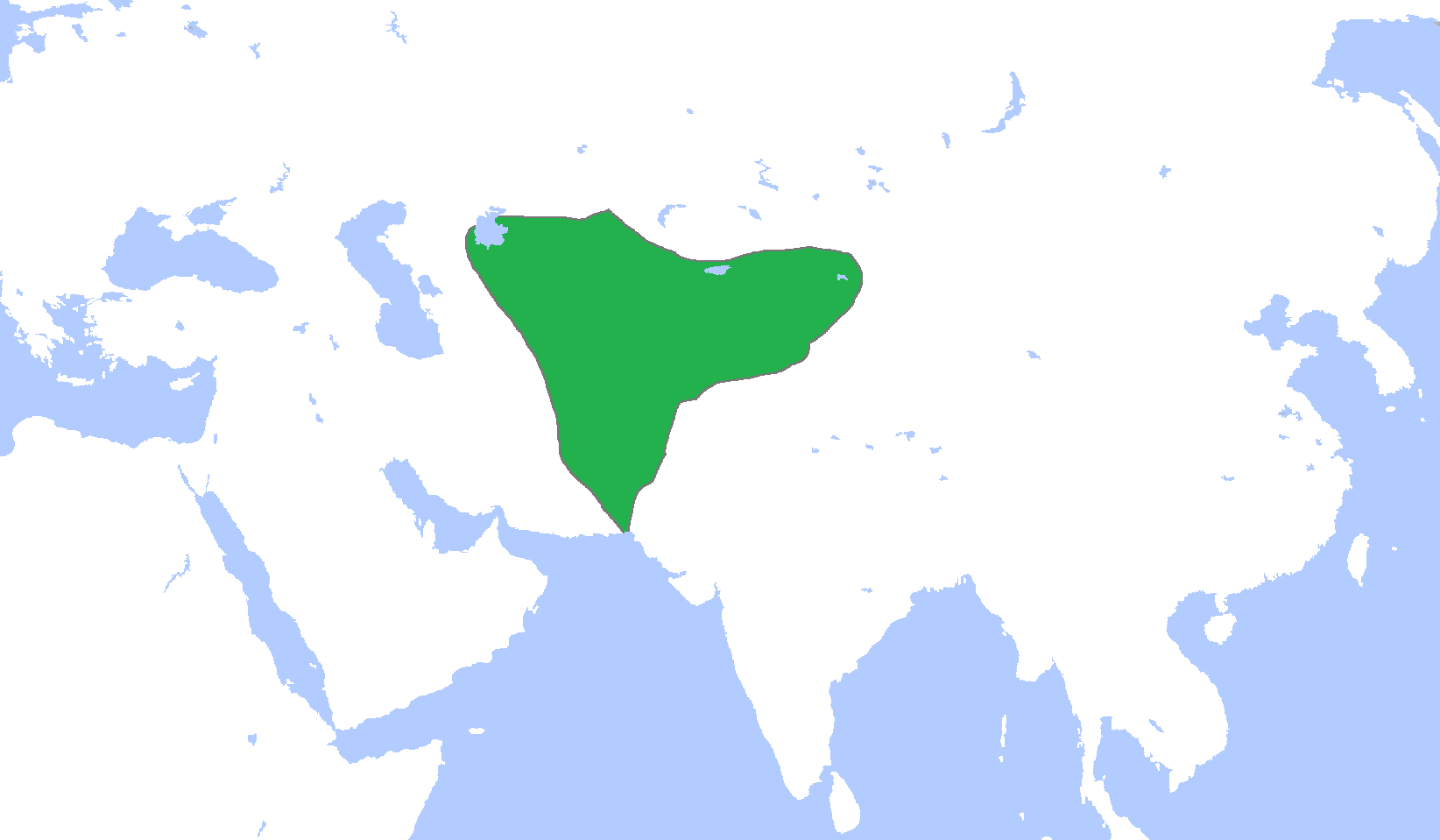
Hephthaliten-Reich, um 500 n. Chr.

Eine insbesondere in griechischen Quellen gebräuchliche Alternativbezeichnung des Volkes lautet „Weiße Hunnen“, obwohl sie mit den um 375 nach Westen vorstoßenden europäischen „Hunnen“ nach Ansicht der modernen Forschung in keiner direkten Beziehung standen. Die Römer (bzw. Oströmer/Byzantiner) nannten sie dennoch „Hunnen“, so etwa der oströmische Geschichtsschreiber Prokopios von Caesarea, wobei diese Bezeichnung aber wahrscheinlich nicht zur ethnischen Definition diente. Ob sich die Hephthaliten selbst als Hunnen begriffen, ist unklar. Die Inder verwendeten ebenfalls den Begriff (Sveta) Hunas, wobei hier jedoch nicht sicher ist, ob damit die Hephthaliten oder (was oft als wahrscheinlicher betrachtet wird) eine andere Gruppe gemeint ist, die sogenannten Alchon. Die moderne Forschung trennt zudem zwischen den europäischen und den sogenannten iranischen Hunnen; der Begriff iranische Hunnen geht auf die numismatischen Forschungen Robert Göbls zurück.

## Name
Der Volksname Hephthaliten stammt vom aus dem Persischen abgeleiteten Wörtern Hayatheliten bzw. Heftal ab. Möglicherweise kennzeichnet der Name aber eher eine Dynastie, deren „Staatsvolk“ sich aus mittelasiatischen (Hunnen?) wie auch indogermanischen Stammesgruppen (Chioniten, Varhunni, Tocharer, Sogdier u. a.) rekrutierte und daher nomadische wie sesshafte Elemente beinhaltete. Die chinesische Bezeichnung der Hephthaliten (嚈噠 / 嚈哒,  Yèdá oder Yàndá, mittelchinesische Aussprache etwa [ʔjɛpdɑt] bzw. [ʔjɛmdɑt]) kommt in der (archaischen) koreanischen Aussprache Yeoptal (엽달) dem griechischen Begriff Ephthalitai recht nahe.

## Herkunft

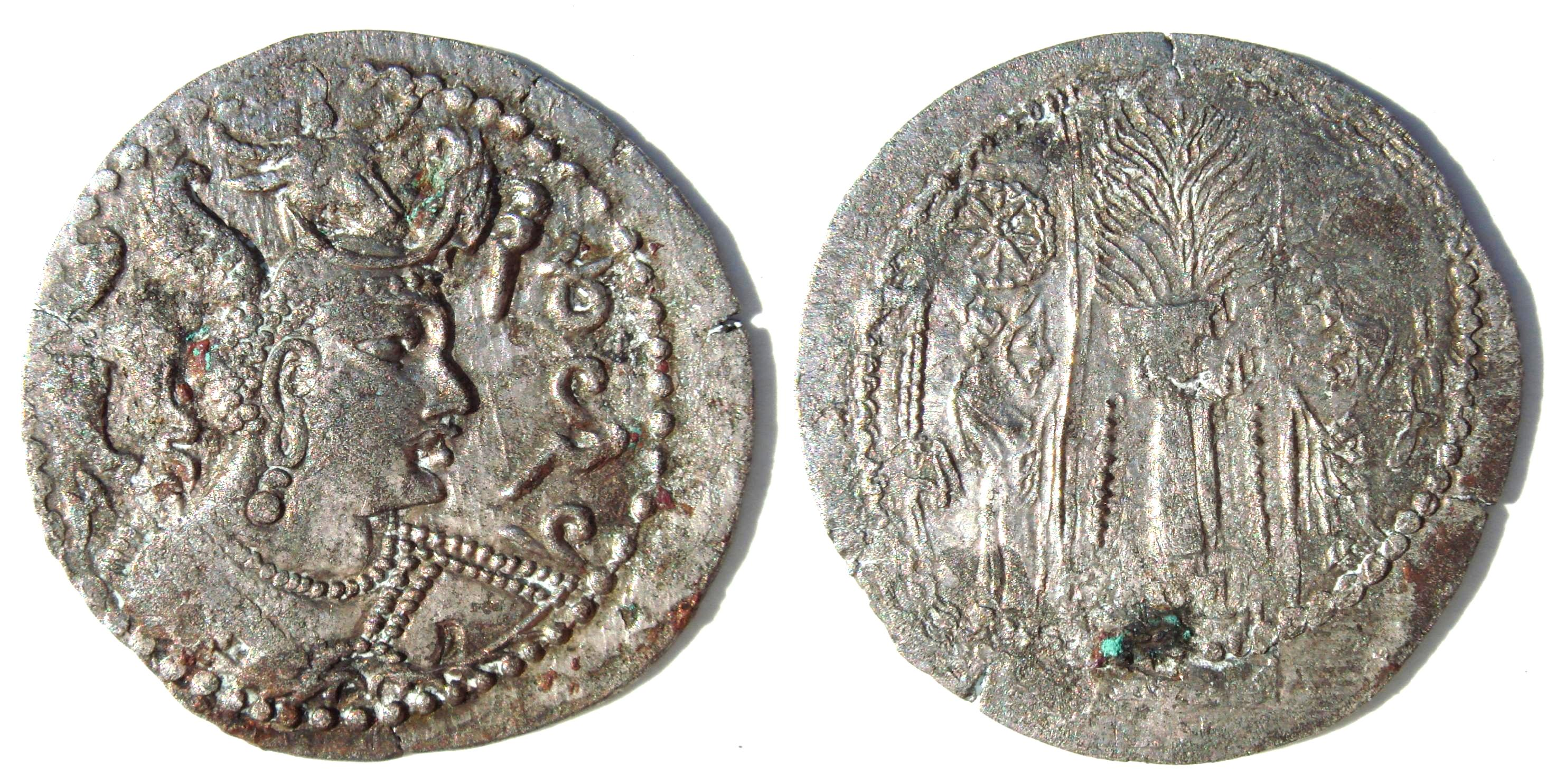
Münze (Drachme) des späten Hephthaliten-Königs Napki Malka mit geflügeltem Stierkopf und Schriftzug in Pahlawi: NYCKY MALKA. Auf der Rückseite zoroastrischer Feueraltar mit stilisierten Wächtern und Sonnenrad (links oben). Afghanistan, 6. Jahrhundert

Die ethnische und sprachliche Herkunft der Hephthaliten ist nicht ausreichend erforscht. Die derzeit gängige Lehrmeinung geht davon aus, dass die Hephthaliten zumindest in ihren bestimmenden Teilen recht eng mit den Tocharern und/oder Iranern verwandt waren. Aber auch ein Anteil turkomongolischer und hunnischer Einflüsse, etwa aus dem Altai-Gebiet und Zentralasien, kann ihnen zugerechnet werden. Sicher ist, dass ein starkes iranisches Element bei den Hephthaliten erkennbar ist, was verwendete Verwaltungssprache (Baktrische Sprache), Titel (ebenfalls baktrischen Ursprungs), Mythologie (auf Münzen erkennbar) und überlieferte Namen deutlich machen.
Es ist zwischen den Hunnen, die um 375 nach Osteuropa einbrachen, und den „hunnischen Stämmen“ im spätantiken Zentralasien, die an der Nordostgrenze des Sassanidenreichs agierten (siehe Iranische Hunnen), zu unterscheiden, zumal beide Gruppen wahrscheinlich nicht verwandt waren. Der Name Hunnen (in den verschiedenen Namensformen in lateinischer, griechischer und mittelpersischer Sprache) wird in den verschiedenen Quellen oft eher allgemein gebraucht: Er diente wohl als „Prestige- und Übertragungsname“, der verschiedene Gruppen bezeichnen konnte, so dass Hunnen keine genaue ethnische Bezeichnung darstellte.
Der spätantike griechische Historiker Prokopios von Caesarea erwähnt die Hephthaliten um 550 n. Chr. als einen Teilstamm der Hunnen. Er bemerkt aber zugleich, dass sie sich stark von den restlichen Hunnen unterschieden. So hatten sie ihm zufolge wie die Perser und Baktrer ein „orientalisches“ Aussehen. Sie pflegten wohl auch deutlich andere Traditionen und Lebensweisen als die (den spätantiken Historikern eher vertrauten) „europäischen“ Hunnenstämme. Sie lebten demnach in einem reichen Gebiet, in dem die nomadischen Hunnen nicht lebten, und waren selbst keine Nomaden, sondern besaßen Städte. Sie hatten einen König und pflegten gute Kontakte zu ihren Nachbarstaaten. Auch verfügten sie, so Prokopios weiter, über eine gut regulierte Rechtsordnung und waren vergleichsweise gut organisiert. Prokopios beschreibt aber anschließend auch, dass sie ihre angesehenen Toten (gemeinsam mit deren Gefolgsleuten) in Tumuli begraben hätten.
Hephthaliten werden von den chinesischen Chroniken (im Zuge des häufigen Gesandtschaftwechsels mit den Nördlichen Wei) zu den überwiegend indogermanischen Yüe-tschi gestellt. Ursprünglich nannten die Chinesen die Hephtaliten Hua, Hoa und Hoa-tun. Womöglich übernahmen alle Stämme später den Namen des führenden Stammes, Ye-tha-i-li-to. Vieles deutet darauf hin, dass die Hephthaliten (ganz ähnlich wie viele andere Gruppen der Völkerwanderungszeit) im Zuge einer Ethnogenese aus Mitgliedern ganz verschiedener Völkerschaften entstanden, zu denen sowohl hunnische als auch türkische, mongolische und indoeuropäische Elemente gezählt haben dürften. Konkrete Aussagen sind aber kaum möglich.
Laut Richard Nelson Frye waren einige Gruppen der Hephthaliten womöglich prominente Stämme der Chioniten. So schreibt er:

„Genau wie die späteren nomadischen Invasoren und Imperien, gegründet auf der Basis einer Konföderation von verschiedenen Völkern/Stämmen, kann man versuchsweise vorschlagen, dass sich unter den führenden Gruppen dieser Invasoren auch türkische Stämme oder zumindest türkischsprechende Stämme befanden, die aus dem Osten und dem Norden kamen, obwohl der Großteil der Stämme womöglich der Konföderation der Chioniten angehörten und später den Hephthaliten, die eine iranische Sprache besaßen; und das war auch das letzte Mal in der Geschichte Zentralasiens, dass iranisch sprechende Nomaden eine Rolle spielten. Nach ihnen haben alle Nomaden der türkischen Sprachgemeinschaft angehört bzw. sprachen nur Türkisch.“

## Geschichte

### Aufstieg
Die Hephthaliten traten gesichert in der zweiten Hälfte des 5. Jahrhunderts als eine neue Invasionswelle im nordöstlichen iranischen Grenzraum auf. Es wurde teils angenommen, dass etwa der Perserkönig Bahram V. (421–438 n. Chr.) bereits gegen sie gekämpft und gesiegt hat, so dass für das erste Auftreten der Hephthaliten recht häufig die Zeit um 425 angenommen wurde. Eine genaue Identifizierung der von Bahram geschlagenen Invasoren ist jedoch sehr problematisch, da die wenigen Quellen diesbezüglich keine konkreten Aussagen machen und die Chronologie der Ereignisse nur schwer rekonstruierbar ist. Es ist aber eher anzunehmen, dass Bahram V. noch gegen die Chioniten oder gegen die Kidariten gekämpft hat. Die Hephthaliten traten sehr wahrscheinlich erst später in Erscheinung, etwa nach der Mitte des 5. Jahrhunderts, da noch Peroz I. in den 460er Jahren gegen Kidariten und wohl erst in den 470er Jahren gegen die Hephthaliten kämpfte. Kidariten und Hephthaliten gehören zusammen mit den Alchon und den Nezak zur Gruppe der (seit den Forschungen des Numismatikers Robert Göbl) sogenannten „iranischen Hunnen“. Allerdings ist diese (rein numismatische) Kategorisierung Göbls durchaus modifizierbar, da er die schriftlichen Quellen außen vor ließ und etwa die erwähnten Chioniten bei ihm nicht vorkommen.
Die Hephthaliten jedenfalls führten mehrmals Krieg gegen das Sassanidenreich, wobei der erwähnte sassanidische König Peroz I. 484 von ihnen getötet wurde, was in den schriftlichen Quellen einen starken Widerhall fand. Ein Zentrum ihres Reiches soll die Stadt Gorgo gewesen sein; anderen Quellen zufolge gehörte Gorgo hingegen zum Perserreich. Einige Zeit später folgte die Einmischung in die sassanidischen Thronstreitigkeiten (498/99), wobei der Sassanidenkönig Kavadh I. mit ihrer Hilfe wieder auf den Thron gelangte. Zu dieser Zeit wurde das Sassanidenreich sogar tributpflichtig und die Hephthaliten stellten eine permanente Bedrohung für die Nordostgrenze Persiens dar. Diese Gefahr dauerte bis in die Regierungszeit Chosraus I. (reg. 531–579) an, als die Hephthaliten vernichtend geschlagen wurden (siehe unten). Dieser ewige Krieg zwischen Persien und den Hephthaliten bildet die bedeutende Hintergrundgeschichte des persischen Königsbuchs „Schāhnāme“, des Lebenswerks des Dichters Firdausi.

### Die „Huna(s)“ in Indien
Nach der Vernichtung der Kidariten verlagerte sich im frühen 6. Jahrhundert der Interessenschwerpunkt einiger Gruppen der iranischen Hunnen nach Indien. Dabei ist jedoch unklar, inwiefern die Hephthaliten in Transoxanien mit denen in Verbindung stehen, die die Invasion Nordindiens unternahmen, zumal die indischen Quellen nicht streng zwischen den Hephthaliten und anderen Gruppen unterschieden; beide wurden schlicht als Huna(s) bezeichnet.
In der neueren Forschung wird davon ausgegangen, dass die bei Prokopios erwähnten „eigentlichen Hephthaliten“ nicht gleichzusetzen sind mit den nach Indien vordringenden Gruppen. Bei diesen „hunnischen“ Angreifern (Hunas) handelte es sich wahrscheinlich vielmehr um die sogenannte Alchon-Gruppe, die zweite Welle der iranischen Hunnen. Sie herrschten ursprünglich im Raum des heutigen Kabul und verlagerten ihren Herrschaftsbereich zu Beginn des 6. Jahrhunderts nach Indien.
Diese Hunas (eben die besagte Alchon-Gruppe) griffen bereits im 5. Jahrhundert das Gupta-Reich in Nordindien an, wurden aber zunächst von Kumaragupta I. zurückgeschlagen. Unter Toramana siegten die Hunas jedoch 510 bei Eran (Madhya Pradesh): Der Gupta-Thronanwärter Bhanugupta (reg. ca. 503–530) wurde geschlagen, sein General Goparaja fiel in der Schlacht. Die indischen, chinesischen und einige westliche Quellen (wie Kosmas Indikopleustes) bieten dazu eine übereinstimmende Schilderung von Grausamkeit und Unterdrückung. Bhanugupta zog sich nach Bengalen zurück.
Nach Toramanas überraschendem Tod in Benares folgte ihm um 515 sein Sohn Mihirakula, der hier ein Reich zwischen Persien, Khotan in Zentralasien und vermutlich einem Teil der Gangesebene mit der Hauptstadt Sakala (Sialkot) regierte. Erst 528 erlitt Mihirakula eine Niederlage gegen den indischen Teilfürsten Yashodharman von Malwa und geriet angeblich kurzzeitig in Gefangenschaft der Gupta. Nach diesen Rückschlägen musste er sich nach Kaschmir zurückziehen, wo er sich mit Elefantenjagden und Buddhistenverfolgungen befasste und wenige Jahre später starb. Der letzte indische „Hunnenherrscher“ scheint vor 600 verstorben zu sein.

### Der Untergang der Hephthaliten
Das Hephthalitenreich in Transoxanien wurde zwischen 557 und 561 von einem Bündnis zwischen Göktürken (unter Sizabulos/Istämi († 576)) und Sassaniden (unter Chosrau I.) vernichtet. Die entscheidende Schlacht bei Buchara (560 oder 563; für die frühere Datierung spricht, dass sich persische Gesandte bei Kaiser Justinian I. bereits 561 rühmten, man habe das Hephthalithenreich vernichtet) soll acht Tage gedauert haben. Reste der Hephthaliten hielten sich noch mehrere Jahrzehnte im nordindischen Grenzgebiet (vgl. Harsha) und gingen wohl allmählich im ostiranischen wie auch indischen Volkstum auf. Hier muss allerdings erwähnt werden, dass die türkischstämmigen Hephtaliten, anders als ihre iranischen Brüder, nach wie vor patriarchalisch geprägte Nomaden waren und dem König des Reiches als Söldner dienten. Dadurch erhielten sie eine gewisse Unabhängigkeit. Als Söldner und Vasallen des Königs wurden sie primär gegen das Sassanidenreich eingesetzt. Bei der entscheidenden Schlacht wurden diese Stämme vernichtend geschlagen. Viele Überlebende und ihre Stämme flüchteten über den Hindukusch ins heutige Pakistan, wo sie von Vihara Mira im 7. Jahrhundert erwähnt und einer größeren Nomadengruppe zugerechnet werden, in der sie wohl aufgenommen wurden. Mit der Zerschlagung der Hephtaliten war somit eine aggressive Gefahr gebannt. Für die Perser brachte die Zerschlagung des Hephthalitenreichs jedoch nicht die erhoffte Entlastung an der Nordostgrenze, da an ihre Stelle bald die Türken traten.
Im Gebiet des heutigen Afghanistan, im Kabultal ostwärts bis nach Peschawar, bestanden Reste der Hephthalitenherrschaft jedoch fort. Wahrscheinlich waren sie Verbündete der indischen Hephtaliten, die von Peschawar, Kaschmir bis Nordwest-Indien ein eigenes Reich gegründet hatten und Kabulistan unterstützten, denn im Kabultal widersetzten sich die Kuschano-Hephthaliten noch einige Zeit den muslimischen Arabern, die um die Mitte des 7. Jahrhunderts das Sassanidenreich zerschlagen hatten (siehe Islamische Expansion). Eine endgültige Niederlage erlebten sie als die lokale Dynastie der persischen Saffariden Kabul eroberte und die Bevölkerung islamisierte. Die Königsfamilie flüchtete nach Kaschmir, wo sie Unterschlupf beim Raja der lokalen Hephtalitendynastie fand.

## Volk und Lebensweise
Laut Prokopios von Caesarea (6. Jahrhundert) unterschieden sich die Hephthaliten in Lebensweise, Aussehen und Sitten zwar, wie erwähnt, deutlich von den „europäischen Hunnen“, trotzdem sah er in ihnen „Hunnen“. So begruben sie z. B. ihre Toten, was ihre Vorgänger nicht taten. Sie sollen auch eine hellere Haut als die übrigen Hunnen gehabt haben und lebten offenbar nicht nomadisch – zumindest ein Teil der Bevölkerung lebte in festen Siedlungen. Zudem war ihr Reich offenbar eine Monarchie. Chinesischen Reiseberichten aus dem 6. Jahrhundert zufolge gab es äußerlich (bezogen auf das physische Erscheinungsbild) keine Unterschiede zwischen Hephthaliten und ihren indogermanischen Nachbarn.
In der neueren Forschung wird deshalb oft angenommen, dass sich die Hephthaliten lediglich mit dem prestigeträchtigen Namen der Hunnen schmückten, ohne jedoch in einer konkreten Beziehung zu anderen hunnischen Gruppen zu stehen. Der „Hunnenname“ darf nicht als eine ausschließlich ethnische Bezeichnung verstanden werden, denn die neuere Forschung kann zeigen, dass Namen „wandern“ konnten, ohne dass die so bezeichneten Gruppen verwandt waren.
In religiöser Hinsicht wird im chinesischen Liang-shu die Verehrung von Himmel und Feuer (wohl Zoroastrismus) erwähnt. Nach Aussage der Pilgermönche Sung-Yün und Hui Sheng (um 520) waren die Hephthaliten keine Buddhisten, doch legen archäologische Hinweise die Existenz von Anhängern auch dieser Religion nahe. Sowohl Prokopios als auch die chinesische Chronik Zhou Shu (Linghu Defen, 636 n. Chr.) behaupten, dass die Hephthaliten Polyandrie getrieben hätten. Diese Behauptung wird in den erst kürzlich entdeckten Schriftrollen von Baktrien, welche vom Iranisten und Baktrien-Experten Nicholas Sims-Williams untersucht wurden, bestätigt und könnte womöglich ein Beleg für ihre (überwiegend) indogermanische Herkunft sein, denn Polyandrie war in iranischen Gebieten weit verbreitet.
Nach der Encyclopaedia of Islam entsprangen die Hephthaliten womöglich aus einem „stark ostiranischen Element“, denkbar ist aber auch, dass sie sich lediglich der dominanten Zivilisation der Region – eben der spätantiken persischen – anglichen, ähnlich, wie sich die europäischen Hunnen an Rom orientierten und vielfach Latein und Griechisch sprachen.

## Sprache und Schrift
Aus der Sprache der Hephthaliten sind nur einige wenige Begriffe, hauptsächlich Adelstitel und Herrschernamen, überliefert, die zum jetzigen Zeitpunkt ihre Rekonstruktion unmöglich machen.

### Sprache
Über die Sprache der Hephtaliten ist nicht viel bekannt. Es existieren zwei Haupthypothesen: eine „indogermanische Hypothese“ und eine „altaische Hypothese“. Anzumerken ist, dass diese beiden Thesen sich nicht zwangsweise gegenseitig ausschließen, sondern die besagten Sprachen auch in einer heterogenen, halbnomadischen Stammeskonföderation nebeneinander koexistiert haben könnten, was nicht untypisch für zentralasiatische Völker jener Zeit war. Ebenfalls anzumerken ist, dass die Sprache der herrschenden Klasse (nur für diese gibt es schwache Quellen) nicht zwangsläufig mit der Volkssprache identisch sein muss.
Der chinesische Chronist Pei-shih überliefert, dass die Hephtaliten sprachlich gesehen keine Shou-shan und keine Hunnen waren. Der chinesischen Mönch Xuanzang ist diesbezüglich noch präziser und beschreibt, dass die Hephthaliten weder „Türkisch“ noch eine „verwandte Sprache“ (evtl. Mongolisch?) sprachen – diese Aussage betrifft aber mit großer Wahrscheinlichkeit nur sesshafte Hephtaliten. Zumindest liegt die Vermutung nahe, ihre Sprache habe sich klar von den altaischen Sprachen unterscheiden lassen.
Wahrscheinlicher ist daher die Hypothese, die Hephthaliten – oder zumindest ein bedeutender Anteil von ihnen – hätten eine indogermanische Sprache gesprochen, entweder aus der tocharischen oder aus der ostiranischen Sprachgruppe. Auch die gefundenen Dokumente in Baktrien scheinen eine solche These zu bestätigen, widerlegen jedoch die alte Theorie, die Hephthaliten hätten das ostiranische Baktrisch gesprochen. Nicholas Sims-Williams zufolge, der die baktrischen Schriftrollen untersucht hat, war das Baktrische zwar traditionell die Verwaltungssprache des Hephthalitenreiches, aber nicht die der Hephthaliten selbst. Zumindest ist die dominierende Rolle altiranischer Kultur und Lebensweise durch ausgegrabene Funde und Texte gesichert.
Interessanterweise gibt es aber auch schwache Belege für den Gebrauch türkischer Mundarten (oder ihnen verwandter Sprachen). Gesichert ist zumindest die Verwendung einiger Adelstitel (z. B. „Khagan“), welche aber auch erst nach dem Influx türkischer Nomaden ins hephthalitische Gebiet ihren Weg in die baktrischen Dokumente gefunden haben könnten. Zudem sind Adelstitel nicht zwangsweise ein Beleg für eine gesprochene Sprache. Sollte sich die „türkische Hypothese“ dennoch bestätigen, könnte das noch heute gesprochene Chaladschisch, welches sich schon sehr früh von den anderen Turksprachen gelöst hatte, ein direkter Nachkomme dieser Sprache sein. Eine mögliche Verwandtschaft zu den ehemals womöglich turksprachigen, sogenannten Childschi (zentralasiatische Invasoren, die einst in Chorasan eindrangen und später sogar eine Dynastie in Indien gründeten) wurde schon von al-Bīrūnī analysiert. Auch eine Verwandtschaft zu den heutigen Ghilzai Paschtunen (in manchen Dialekten auch Childschi ausgesprochen; historisch womöglich verwandt mit den obengenannten Childschi) wird diskutiert. Ob tatsächlich eine Verwandtschaft zwischen diesen Stämmen und Sprachen besteht, ist nicht gesichert und auch kaum nachprüfbar.
Bei den folgenden Ausführungen ist dringend zu beachten, dass die hier genannten Herrscher (Khingila, Toramana und Mihirakula) auf Grundlage der neueren numismatischen Forschung als Alchon und nicht als Hephthaliten im engeren Sinne betrachtet werden. Die wenigen überlieferten Wörter und Namen werden jedenfalls in der Forschung zum Teil sehr unterschiedlich interpretiert und eingeordnet. Während zum Beispiel A.D.H. Bivar den Namen „Mihirakula“ vom sanskritisiert türkischen Wort mihr-qul („Sklave Mithras“) ableitet, sind Boris A. Litvinsky zufolge die Namen der Hephtalitenherrscher nachweislich iranisch. Xavier Tremblay greift die letztgenannte These auf und leitet die Etymologie des Herrschernamens „Khingila“ vom sogdischen Wort xnγr bzw. dem sakischen Wort xiŋgār („Schwert“) ab. Den Namen „Toramana“ leitet er vom iranischen tarua-manah und „Mihirakula“ vom iranischen miθra-kula ab. Letzterer würde „Mithras anbetend“ oder „Anhänger Mithras“ bedeuten. Auch der ungarische Linguist Janos Harmatta bekräftigt diese These. Damit unterstützen sie die schon 1959 vom japanischen Sprachforscher Kazuo Enoki aufgestellte Theorie, bei den Hephthaliten hätte es sich um eine indogermanische (ostiranische) Gruppierung gehandelt.

### Schrift
Gemäß den Pilgermönchen Songyun und Hui Sheng haben die Hephtaliten keine Schrift gehabt, laut dem Liang-shu keine Buchstaben. Die Münzinschriften in griechischer Kursivschrift sind daher eher als Verwaltungs- oder Propagandamaßnahme einzuordnen, etwas, was es auch schon bei den Kuschan gab.